# Crescenzio Rinaldini
Crescenzio Rinaldini (Gardone Val Trompia, 27 dicembre 1925 – Belo Horizonte, 24 ottobre 2011) è stato un vescovo cattolico italiano naturalizzato brasiliano, per 19 anni vescovo di Araçuaí in Brasile.

## Biografia
È nato il 27 dicembre 1925 a Gardone Val Trompia, nella diocesi di Brescia.

### Formazione e ministero sacerdotale
Ha studiato filosofia e teologia presso il Seminario maggiore di Brescia e si è laureato in matematica e fisica all'Università degli Studi di Pavia.
È stato ordinato sacerdote il 26 giugno 1949 a Brescia.
Dopo alcuni impegni pastorali in diocesi e aver insegnato matematica nel seminario diocesano, nel 1960, insieme ad altri tre sacerdoti, è partito in missione fidei donum per il Brasile.
Nella diocesi di Araçuaí è stato rettore e docente nel locale seminario e poi parroco.

### Ministero episcopale
Ritornato in Italia nel 1981, il 10 maggio dell'anno seguente papa Giovanni Paolo II lo ha nominato 6º vescovo di Araçuaí.
L'ordinazione episcopale è avvenuta il 4 luglio 1982 nella cattedrale di Brescia per mano di Luigi Morstabilini, vescovo di Brescia, coconsacranti il futuro cardinale Lucas Moreira Neves, segretario della Congregazione per i vescovi, e Pietro Gazzoli, vescovo ausiliare di Brescia.
Ha preso possesso della diocesi brasiliana l'8 agosto seguente.
Negli anni ha sempre mantenuto i rapporti con la sua diocesi di origine tanto che a Brescia si è creata l'"Associazione amici di don Enzo" che ha raccolto fondi da inviare in Brasile per le sue opere di promozione sociale.
È morto nell'ospedale di Belo Horizonte il 24 ottobre 2011 all'età di 85 anni.

## Genealogia episcopale
La genealogia episcopale è:
- Cardinale Scipione Rebiba
- Cardinale Giulio Antonio Santori
- Cardinale Girolamo Bernerio, O.P.
- Arcivescovo Galeazzo Sanvitale
- Cardinale Ludovico Ludovisi
- Cardinale Luigi Caetani
- Cardinale Ulderico Carpegna
- Cardinale Paluzzo Paluzzi Altieri degli Albertoni
- Papa Benedetto XIII
- Papa Benedetto XIV
- Papa Clemente XIII
- Cardinale Marcantonio Colonna
- Cardinale Giacinto Sigismondo Gerdil, B.
- Cardinale Giulio Maria della Somaglia
- Cardinale Carlo Odescalchi, S.I.
- Cardinale Costantino Patrizi Naro
- Cardinale Lucido Maria Parocchi
- Cardinale Agostino Gaetano Riboldi
- Vescovo Francesco Ciceri
- Arcivescovo Giovanni Cazzani
- Vescovo Giuseppe Piazzi
- Vescovo Luigi Morstabilini
- Vescovo Crescenzio Rinaldini